# Ryohei Hayashi
Ryohei Hayashi (林 陵平 Hayashi Ryohei?), född 8 september 1986 i Tokyo prefektur, är en japansk fotbollsspelare.
Hayashi började sin karriär 2009 i Tokyo Verdy. 2010 flyttade han till Kashiwa Reysol. Med Kashiwa Reysol vann han japanska ligan 2011. 2012 flyttade han till Montedio Yamagata. Han spelade 106 ligamatcher för klubben. Efter Montedio Yamagata spelade han för Mito HollyHock, Tokyo Verdy och FC Machida Zelvia.